# Équipe de Mauritanie de beach soccer
L'équipe de Mauritanie de beach soccer représente la Mauritanie dans les compétitions internationales de beach soccer et est contrôlée par la Fédération de football de la république islamique de Mauritanie, l'instance dirigeante du football en Mauritanie. L'équipe s'est qualifiée pour la première fois à la coupe d'Afrique des nations de beach soccer en 2024, elle a terminé deuxième lors de sa première participation, qui fera ses débuts à la coupe du monde de beach soccer en 2025.

## Histoire
L’équipe de la mauritanie de beach soccer a été créée en 2010, mais elle s’est réellement lancée en 2020, faute d’infrastructures et de ressources. La première participation de l'équipe a eu lieu lors de la coupe arabe de beach soccer 2023 en Égypte et a été éliminée en quart de finale après la défaite contre le pays hôte 3-8. L'équipe s'est qualifiée pour la phase finale de la coupe d'Afrique des nations de beach soccer pour la première fois en 2024 après avoir éliminé le Nigeria du tour de qualification sur la règle des buts à l'extérieur après un match nul (10-10) lors des deux matches.
Lors de la finale en Égypte, l'équipe a fait une entrée remarquée dans le groupe B où elle a battu le Sénégal, tenant du titre et équipe la plus titrée de l'histoire du tournoi (5-2). Lors du deuxième match, l'équipe a perdu aux tirs au but contre le Mozambique (1-4) après un match nul (3-3) en prolongation. Lors du troisième match, la Mauritanie a remporté une victoire éclatante après avoir battu le Malawi (11-6), et l'équipe s'est qualifiée pour les demi-finales en tête du groupe. En demi-finale, la Mauritanie a balayé le Maroc (7-4) et l'équipe s'est qualifiée pour le match final pour affronter à nouveau le Sénégal et se qualifier pour la première fois pour la coupe du monde de beach soccer 2025,. Cependant, l'équipe a été choquée par une lourde défaite (1-6) contre l'équipe expérimentée du Sénégal et a obtenu la médaille d'argent,.
Les performances en Coupe du monde n'ont pas été à la hauteur, l'équipe ayant subi trois défaites et ayant été éliminée dès la phase de groupes. La Mauritanie évoluait dans le groupe B aux côtés de l'Iran, du Portugal et du Paraguay. L'équipe a perdu le premier match contre l'Iran (4-5), le deuxième contre le Portugal, double champion du monde (4-8) et le dernier match contre le Paraguay (5-9). La Mauritanie a quitté le tournoi à la dernière place du groupe avec trois défaites, après avoir marqué 13 buts et en avoir encaissé 22.

## Palmarès
- Championnat d'Afrique

 Finaliste en 2024

### Évolution au classement BSWW
| Années        | 2023 | 2024 |
| ------------- | ---- | ---- |
| Rang mondial  | 80e  | 34e  |
| Rang africain | 14e  | 4e   |

| Légende du classement mondial : | de 1 à 10 | de 11 à 50 | de 51 à 120 |

| Légende du classement africain : | de 1 à 7 | de 8 à 30 | de 31 à 40 |

## Parcours en compétition

### Coupe du monde
| Coupe du monde de beach soccer | Coupe du monde de beach soccer | Coupe du monde de beach soccer | Coupe du monde de beach soccer | Coupe du monde de beach soccer | Coupe du monde de beach soccer | Coupe du monde de beach soccer | Coupe du monde de beach soccer | Coupe du monde de beach soccer |
| Année                          | Résultat                       | Class.                         | J                              | G                              | N                              | P                              | Bp                             | Bc                             |
| ------------------------------ | ------------------------------ | ------------------------------ | ------------------------------ | ------------------------------ | ------------------------------ | ------------------------------ | ------------------------------ | ------------------------------ |
| 2005 de 2021                   | N’existait pas                 | N’existait pas                 | N’existait pas                 | N’existait pas                 | N’existait pas                 | N’existait pas                 | N’existait pas                 | N’existait pas                 |
| 2024                           | Non qualifié                   | Non qualifié                   | Non qualifié                   | Non qualifié                   | Non qualifié                   | Non qualifié                   | Non qualifié                   | Non qualifié                   |
| 2025                           | Phase de groupe                |                                | 3                              | 0                              | 0                              | 3                              | 13                             | 22                             |
| Total                          | –                              | 1/1                            | 3                              | 0                              | 0                              | 3                              | 13                             | 22                             |

### Coupe d'Afrique
| Coupe d'Afrique des nations de beach soccer | Coupe d'Afrique des nations de beach soccer | Coupe d'Afrique des nations de beach soccer | Coupe d'Afrique des nations de beach soccer | Coupe d'Afrique des nations de beach soccer | Coupe d'Afrique des nations de beach soccer | Coupe d'Afrique des nations de beach soccer | Coupe d'Afrique des nations de beach soccer | Coupe d'Afrique des nations de beach soccer |
| Année                                       | Résultat                                    | Class.                                      | J                                           | G                                           | N                                           | P                                           | Bp                                          | Bc                                          |
| ------------------------------------------- | ------------------------------------------- | ------------------------------------------- | ------------------------------------------- | ------------------------------------------- | ------------------------------------------- | ------------------------------------------- | ------------------------------------------- | ------------------------------------------- |
| 2006 de 2021                                | N'existait pas                              | N'existait pas                              | N'existait pas                              | N'existait pas                              | N'existait pas                              | N'existait pas                              | N'existait pas                              | N'existait pas                              |
| 2022                                        | Aucune participation                        | Aucune participation                        | Aucune participation                        | Aucune participation                        | Aucune participation                        | Aucune participation                        | Aucune participation                        | Aucune participation                        |
| 2024                                        | Finaliste                                   | 2e                                          | 5                                           | 3                                           | 0                                           | 2                                           | 27                                          | 21                                          |
| Total                                       | Finaliste                                   | 1/1                                         | 5                                           | 3                                           | 0                                           | 2                                           | 27                                          | 21                                          |

### Coupe Arabe
| Coupe Arabe de Beach-soccer | Coupe Arabe de Beach-soccer | Coupe Arabe de Beach-soccer | Coupe Arabe de Beach-soccer | Coupe Arabe de Beach-soccer | Coupe Arabe de Beach-soccer | Coupe Arabe de Beach-soccer | Coupe Arabe de Beach-soccer | Coupe Arabe de Beach-soccer |
| Année                       | Résultat                    | Class.                      | J                           | G                           | N                           | P                           | Bp                          | Bc                          |
| --------------------------- | --------------------------- | --------------------------- | --------------------------- | --------------------------- | --------------------------- | --------------------------- | --------------------------- | --------------------------- |
| 2008 de 2014                | N'existais pas              | N'existais pas              | N'existais pas              | N'existais pas              | N'existais pas              | N'existais pas              | N'existais pas              | N'existais pas              |
| 2023                        | Quart de finale             | -                           | 4                           | 2                           | 0                           | 2                           | 15                          | 22                          |
| Total                       | Quart de finale             | 1/1                         | 4                           | 2                           | 0                           | 2                           | 15                          | 22                          |